# Toute la ville est coupable
Pour plus de détails, voir Fiche technique et Distribution.
Toute la ville est coupable (titre original : Johnny Reno) est un film américain de R. G. Springsteen sorti en 1966.

## Synopsis
Dans une ville de l'Ouest, deux frères sont accusés du meurtre du fils du chef indien. L'un des frères est abattu. Le frère restant est emprisonné par le shérif Johnny Reno, venu d'une autre ville. L'accusé reçoit des menaces de mort des habitants qui ne pensent qu'à le lyncher. Se rendant compte des protestations exagérées, Reno décide de défendre le prisonnier face à tous les concitoyens. Il écoute la version de celui-ci et se rend compte que la ville entière est coupable d'avoir organisé un coup monté. Les habitants solidaires et obstinés vont faire en sorte que le suspect ne puisse se présenter devant le tribunal. Femmes et enfants sont évacués de la ville, une longue nuit commence...

## Fiche technique
- Titre original : Johnny Reno
- Réalisation : R.G. Springsteen
- Scénario : Steve Fisher d'après une histoire d'Andrew Craddock, Steve Fisher et A.C. Lyles
- Directeur de la photographie : Harold E. Stine
- Montage : Bernard Matis
- Musique : Jimmie Haskell
- Production : A.C. Lyles
- Genre : Western
- Pays de production :  États-Unis
- Durée : 83 minutes
- Dates de sortie :
  - États-Unis : 9 mars 1966 (New York)
  - Royaume-Uni : 13 juin 1966
  - France : 17 mai 1967

## Distribution
- Dana Andrews (VF : Jean Michaud) : shérif Johnny Reno
- Jane Russell (VF : Paula Dehelly) : Nona Williams
- Lon Chaney Jr. (VF : Pierre Collet) : Hodges
- John Agar (VF : Jacques Deschamps) : Ed Tomkins
- Lyle Bettger (VF : Jean Martinelli) : le maire Jess Yates
- Tom Drake : Joe Conners
- Richard Arlen (VF : Gérard Férat) : Ned Duggan
- Robert Lowery (VF : Maurice Dorléac) : Jake Reed
- Tracy Olsen  : Marie Yates
- Reg Parton : Charlie, le barman
- Rodd Redwing : l'Indien
- Charles Horvath (VF : Alexandre Rignault) : Wooster
- Dale Van Sickel (VF : Henry Djanik) : Ab (Sam en VF) Conners
- Paul Daniel : Little bear (Petit-Ours en VF), le chef indien
- Chuck Hicks : Bellow